# Amphiduropsis axialensis
Amphiduropsis axialensis är en ringmaskart som först beskrevs av Blake och Hilbig 1990.  Amphiduropsis axialensis ingår i släktet Amphiduropsis och familjen Hesionidae. Inga underarter finns listade i Catalogue of Life.